# Kanton Montpellier-3
Kanton Montpellier-3 (francouzsky Canton de Montpellier-3) je francouzský kanton v departementu Hérault v regionu Languedoc-Roussillon. Tvoří ho pouze část města Montpellier a jeho městské čtvrti Antigone, Parc à Ballons, Mermoz, Saint-Lazare, Les Beaux-Arts, Aiguelongue, Justice, Agropolis a Mas de Calenda.